# Yuki Kajiura
Yuki Kajiura (梶浦由記 Kajiura Yuki?), född i Tokyo den 6 augusti 1965, är en japansk kompositör och musikproducent. Hon har skapat musiken till ett flertal anime, bland annat .hack//SIGN, Noir, Sword Art Online, Aquarian Age: Sign for Evolution, Madlax, My-HiME, My-Otome, Tsubasa Chronicle, Puella Magi Madoka Magica och Kimagure Orange Road. Tillsammans med Toshihiko Sahashi har hon medverkat i produktionen av Mobile Suit Gundam SEED och Mobile Suit Gundam SEED Destiny. Kajiura har också delvis komponerat musiken till spelserien Xenosaga.